# أنيس السلموني
أنيس السلموني (مواليد 15 مارس 1979) عداء مغربي متخصص في ركض المسافات المتوسطة.
فاز بالميدالية الذهبية لسباق 5000 متر في ألعاب البحر الأبيض المتوسط 2009 التي أُقيمت في بيسكارا بإيطاليا.

## روابط خارجية
- أنيس السلموني على موقع الاتحاد الدولي لألعاب القوى (الإنجليزية)
- أنيس السلموني على موقع أوليمبيديا (الإنجليزية)